# Popoluca
Popoloca bzw. Popoluca ist eine Nahuatl-Bezeichnung für verschiedene indigene Völker Mexikos, die kein Nahuatl sprechen.

## Ursprung der Bezeichnung
Das Nahuatl-Wort popoloca (popolōca) bedeutet „knurren, grunzen, murmeln, undeutlich sprechen, unverständlich sprechen, eine fremde Sprache sprechen“. Diese Bezeichnung, die eine ähnliche Bedeutung wie das griechische Wort βάρβαρος (von lautmalendem «βαρ-βαρ» im Sinne von „Gebrabbel“) für die Barbaren hatte, wurde von den Nahua für viele verschiedene Ethnien verwendet, und die Spanier übernahmen dies. Die Folge ist eine bis heute anhaltende Verwirrung selbst bei Linguisten. In Nicaragua verwendeten die nahuasprachigen Nicarao das Wort Popoluca für Sprecher der Matagalpa-Sprache.
Obwohl „Popoluca“ und „Popoloca“ abfällige und verwirrende Bezeichnungen sind, werden sie bis heute selbst in wissenschaftlichen Arbeiten und offiziellen Veröffentlichungen der mexikanischen Regierung verwendet.

## So bezeichnete Ethnien
Viele der so bezeichneten Ethnien (etwa 30.000) sprechen Mixe-Zoque-Sprachen. Diese werden nach einer Übereinkunft von Linguisten Popoluca mit u geschrieben.
Andere Ethnien mit dieser Bezeichnung sprechen Varianten der Popolocan-Sprachen – zu denen auch das Mazatekisch gehört – die zum Östlichen Zweig der Otomangue-Sprachen gehören; sie werden zur Unterscheidung Popoloca mit o geschrieben.
Auch innerhalb der Mixe-Zoque-Sprachfamilie bilden die „Popoluca“ genannten Sprachen keine Einheit. Hier eine Übersicht:
- Mixe-Sprache

- Oluta Popoluca (Olutec Mixe oder Olutec)
- Sayula Popoluca (Sayultec Mixe oder Sayultec)

- Zoque-Sprache

- San Andres Tuxtla
- Sierra Popoluca (Soteapanec Zoque, Soteapan Zoque, Soteapaneco oder Soteapan Soke)
- Texistepec Popoluca (Texistepec Zoque)
- Zoque Popoluca